# 吳𤨧
吳𤨧（1700年代？—1774年），清朝山东福山县（今山东省烟台市福山区）人。担任堂邑训导。
吳𤨧七十馀岁，携侄子吳文秀及仆人王忠到任。乾隆三十九年（1774年），山东阳穀（今山东省阳谷县）王伦反清，堂邑王圣如响应。部众至堂邑（今山东省聊城市东昌府区堂邑镇）劫学署，见吳𤨧年老，置而不问，吳𤨧怒叱其众，言辞犀厉。吳𤨧及吳文秀、王忠于是被杀。阳穀县丞刘希焘、典史方光祀、寿张（今山东省阳谷县寿张镇）营游击幹福、调守阳穀莘县汛把总杨兆立、堂邑汛把总杨兆相等，也先后被害。